# Revue suisse de zoologie
La Revue suisse de Zoologie est une revue scientifique semestrielle, publiée par le muséum d'histoire naturelle de Genève et la Société suisse de zoologie. Elle est fondée en 1893 par Maurice Bedot, alors directeur du muséum. Elle est financée par l'Académie suisse des sciences naturelles (SCNAT) et la Ville de Genève, et publie principalement les résultats de recherche de chercheurs suisses ou les travaux fondés sur les collections d'institutions suisses.